# Charles Maunoir
Charles Jean Maunoir, né le 23 juin 1830 à Poggibonsi et mort le 22 décembre 1901 à Paris, est un géographe français.

## Biographie
Élevé à Genève sous la nationalité suisse, il obtient la nationalité française en 1850 et s’engage dans l’armée à Lyon dans le 2e régiment de chasseurs à cheval, en septembre 1852.
Gravement blessé en 1854, il entre comme commis au dépôt des cartes du Ministère de la Guerre, service qu’il quitte en 1886, en tant que conservateur des archives des cartes.
Directeur de L’Année géographique de 1862 à 1878, secrétaire général (1867-1896) de la Société de Géographie où il succède à Victor Adolphe Malte-Brun, il développe le Bulletin de la Société de Géographie qui devient, sous sa direction, très célèbre.
Officier de la Légion d'honneur, il était aussi membre du conseil d'administration de la Société des américanistes à sa création en 1896.
Outre ses ouvrages, on lui doit de nombreux articles dans le Bulletin de la Société de géographie ou, entre autres, dans le Journal des sciences militaires. Il est inhumé au cimetière du Père-Lachaise,.
Les archives personnels de Charles Maunoir sont conservées aux Archives nationales, sur le site de Pierrefitte-sur-Seine, sous la cote 47AP : Inventaire du fonds 47AP

## Publications
- Travaux géographiques exécutés par les voyageurs français dans l’Amérique du Sud depuis 1810 jusqu’à l’époque actuelle, 1865.
- Aperçu historique des contributions de la France à la géographie de 1800 à 1878, 1879.
- Explorations françaises en Afrique, 1880-1890, 1891.
- Le Club alpin français en 1891, 1892.
- Sahara algérien et tunisien. Journal de route de Henri Duveyrier, 1905.